# 馬希広
馬 希広（ば きこう）は、十国楚の第4代王。武穆王馬殷の三十五男で文昭王馬希範の弟。

## 生涯
天福12年（947年）、文昭王馬希範の薨去により即位し、まもなく後漢より天策上将軍・楚王に封じられた。武穆王馬殷の遺命では兄弟順の相続であったにもかかわらず、最年長の三十兄の馬希萼でなく馬希広が即位したことを、兄の馬希崇が遺命違反として馬希萼の擁立を企てる。
乾祐2年（949年）、武平軍節度使であった馬希萼が叛乱を起こし、楚の都城の潭州を攻めるが失敗、馬希広は兄弟を害することを避けるために追撃を行わなかった。南方に逃れた馬希萼は乾祐3年（950年）、蛮族の協力を得、さらに南唐に臣下と称して協力を仰ぎ、再度馬希広を攻撃する。馬希広は討伐軍を発するが敗れ、潭州は馬希萼により陥落させられ、馬希広は捕らえられた。程なくして馬希萼より自殺を命じられた。